# Mihail Sztyepanovics Voronyin
Mihail Sztyepanovics Voronyin (Михаил Степанович Воронин) (Szentpétervár, 1838. június 21. –  Szentpétervár, 1903. február 20.) orosz botanikus, algológus, mikológus. Botanikai szakmunkákban nevének rövidítése: „Woronin”.

## Pályafutása
Gazdag kereskedőcsaládban született. Szülei otthon taníttatták, tanára volt többek között Nyikolaj Gavrilovics Csernisevszkij. 1854-ben, 16 évesen kezdte meg természettudományi tanulmányait a Szentpétervári Egyetemen. A botanika érdekelte, a hajtásos növényekkel és gombákkal foglalkozott. Lev Szemjonovics Cenkovszkij botanikus és protozoológus előadásait hallgatta. A Heidelbergi Egyetemen is tanult, majd Cenkovszkij ajánlására Anton de Bary tanítványa lett a Freiburgi Egyetemen. A fűszercserjefélék növényanatómiáját vizsgálta, és publikált is ebben a témában a Botanische Zeitungban. 1860-ban  Antibes-ben Gustave Adolph Thuret laboratóriumában tanulmányozta a Földközi-tengerben élőforduló esernyőmoszat egyedfejlődését. Az e témában írt disszertációját Szentpéterváron védte meg 1861-ben.
Már Freiburgban foglalkozott a monília gombával. Szentpéterváron szülei segítségével saját laboratóriumot rendezett be. 1863-ban mégis visszatért Freiburgba és du Baryval folytatta a munkát. Voronyin a csillagfürt gyökérgolyváinak metszetét vizsgálta mikroszkóp alatt és észrevette, hogy rhizobium baktériumokat tartalmazott. Kimutatta, hogy a pillangósvirágúakat és az égert is megtámadhatják a baktériumok. A vörös áfonya levelein megjelenő elváltozásokat gombafertőzésre vezette vissza (Áfonya gubacsgomba (Exobasidium vaccinii). Ez a felfedezés volt a növénykórtani vizsgálatainak kiinduló pontja. 
1866-ban különböző penészgombákat kutatott du Baryval. Együtt írták a mikológia alapművét (Beiträge zur Morphologie und Physiologie der Pilze), melyet többször is kiadtak. Voronyin a növénypatológiai munkája során a napraforgót és a káposztaféléket támadó gombákkal (Plasmodiophora brassicae) kapcsolatban érdekes törvényszerűségekre jött rá. Azt ajánlotta, hogy a napraforgót vetésforgóban termesszék. 
1874-ben doktorált Odesszában. A mikológia tanára volt a Szentpétervári Egyetemen, majd 1898-tól az Orosz Tudományos Akadémia botanikai és növényélettani osztályán tanított.

## Válogatott publikációi
- Über die bei der Schwarzerle (Alnus glutinosa) und bei der gewöhnlichen Gartenlupine (Lupinus mutabilis) auftretenden Wurzelanschwellungen. In: Mémoires de l'Academie Impériale des Sciences de St. Pétersbourg. VII Series, vol. X., 1866
- Beitrag zur Kenntnis der Vaucherien. In: Botanische Zeitung 27. Jg. 1869, Nr. 9 vom 26. Februar 1869, Sp. 137–144 und Nr. 10 vom 5. März 1869, Sp. 153–160
- Sclerotinia heteroica. In: Zeitschrift für Pflanzenkrankheiten. 6: 129-140, 199-207, 1896 (mit S. Nawaschin)
- Über die Sclerotienkrankheit der Vaccinieen-beeren. Entwickelungsgeschichte der diese Krankheit verursachenden Sclerotinien. In: Memoires de L´Académie Impériale des Sciences de St.-Pétersbourg, VII série, 36 (6): 1-49, 1888
- Die Sclerotienkrankheit der gemeinen Traubenkirsche und der Eberesche. (Sclerotinia padi und Sclerotinia aucupariae). In: Memoires de L´Académie Impériale des Sciences de St.-Pétersbourg. VIII série, 2 (1): 1-27, 1895
- Über Sclerotinia cinerea und Sclerotinia fructigena. In: Memoires de L´Académie Impériale des Sciences de St.-Pétersbourg.  VIII série, 10 (5): 1-38, 1900

## Fordítás
- Ez a szócikk részben vagy egészben a  Michail Stepanowitsch Woronin című német Wikipédia-szócikk ezen változatának fordításán alapul.  Az eredeti cikk szerkesztőit annak laptörténete sorolja fel. Ez a jelzés csupán a megfogalmazás eredetét és a szerzői jogokat jelzi, nem szolgál a cikkben szereplő információk forrásmegjelöléseként.